# Elbis
Elbis (También Ilvis, Ilbis o Yilbis) es una deidad de la guerra y el amor en las mitologías  turk, tuvá y altái. 
Elbis compartiría características diabólicas,  siendo identificado con Iblís bajo influencias islámicas. Aun así el nombre de hecho deriva de la raíz "Yel", que describe características del mal.
Si Elbis entraba en el corazón del enemigo, se creía que era inevitable ser derrotado. Tres días y tres noches para la destrucción del enemigo antes de la guerra, el chamán, pidiendo ayuda a Elbis, lo pone en el corazón del enemigo.
En la mitología Yakut, es también el símbolo de celos, enemistad y ruindad, aun así no lo es Satán.